# Panchakanya (Sunsari)
Panchakanya – gaun wikas samiti we wschodniej części Nepalu w strefie Kośi w dystrykcie Sunsari. Według nepalskiego spisu powszechnego z 2001 roku liczył on 2868 gospodarstw domowych i 14521 mieszkańców (7394 kobiet i 7127 mężczyzn).